# 蔡侃
蔡侃（1583年—？），字明標，號质几，福建晉江縣人，明朝政治人物。

## 生平
万历三十四年（1616年）福建鄉試舉人，萬曆三十五年（1607年）联捷丁未科进士，授户部主事，历员外郎、郎中，迁抚州府知府，丁憂去職。萬曆四十六年（1618年）服闕，補淮安府知府。升广东提学副使，后转江西赣州粮道右参政，擢江西按察使，升云南右布政使，晋左布政。崇祯四年任云南巡抚，卒年六十八，赠工部侍郎，赐祭葬。著有《滇舆诗草》。

## 家族
曾祖蔡纹。祖父蔡傳。父蔡日勗。前母黄氏，母莊氏。具庆下。